# Fernando León
Fernando León Boissier (* 28. Mai 1966 in Las Palmas de Gran Canaria) ist ein ehemaliger spanischer Segler.

## Erfolge
Fernando León nahm viermal an Olympischen Spielen teil. Mit Francisco Sánchez verpasste er 1988 in Seoul in der 470er Jolle als Vierter knapp einen Medaillengewinn. 1992 startete er in Barcelona im Soling, mit dem er den Wettbewerb auf dem sechsten Rang abschloss. Zu seinen beiden Crewmitgliedern gehörte unter anderem Felipe VI. Vier Jahre darauf belegte er in Atlanta in der Bootsklasse Tornado den ersten Platz, nachdem er mit José Luis Ballester in neun der elf Wettfahrten stets unter die besten fünf Boote kam und dreimal davon Zweiter wurde. Sie wurden mit 30 Punkten vor dem australischen und dem brasilianischen Boot Olympiasieger. Die Olympischen Spiele 2000 in Sydney beendeten León und Ballester auf dem neunten Platz. Bei Weltmeisterschaften sicherten sich León und Ballester fünf gemeinsame Medaillen: 1994 gelang ihnen in Båstad zunächst der Titelgewinn, ehe sie in den darauffolgenden vier Jahren je zwei Silber- und Bronzemedaillen gewannen.